# Franco Valier
Franco Valier (Venezia, 18 febbraio 1942 – Padova, 21 maggio 2016) è stato un rugbista a 15 e dirigente sportivo italiano.

## Biografia
Veneziano di nascita, è stato anche imprenditore nel campo dell'ingegneria internazionale.
Arrivato al Petrarca dal Parma, con la squadra padovana, ha vinto cinque titoli nazionali. Inoltre in sette occasioni, ha vestito la maglia azzurra.
È stato anche dirigente del club padovano, ricoprendo tra gli altri, anche il ruolo di presidente.

## Palmarès
- Campionati italiani: 5
Petrarca: 1969-70, 1970-71, 1971-72, 1972-73, 1973-74